# Abdullah Şahindere
Abdullah Şahindere (* 9. Juni 2003 im Ağrı) ist ein türkischer Fußballspieler.

## Karriere

### Verein
Şahindere begann seine Karriere 2013 beim Verein Ulubeyspor. Bereits ein Jahr später wechselte er in die Jugendverein von Gençlerbirliği Ankara, wo er bis 2020 spielte. Im Sommer 2020 rückte Şahindere in die Profimannschaft von Gençlerbirliği auf. Sein Debüt gab er am 8. November 2020 im Süper-Lig-Spiel gegen İstanbul Başakşehir. Zur Saison 2023/24 wurde Şahindere an den Drittligisten Hacettepe 1945 SK ausgeliehen. Nach Saisonende kehrte er zu Gençlerbirliği zurück.

### Nationalmannschaft
Şahindere durchlief die türkische Nachwuchsnationalmannschaften U15, U16, U17 und die U19.